# コスモス1443号

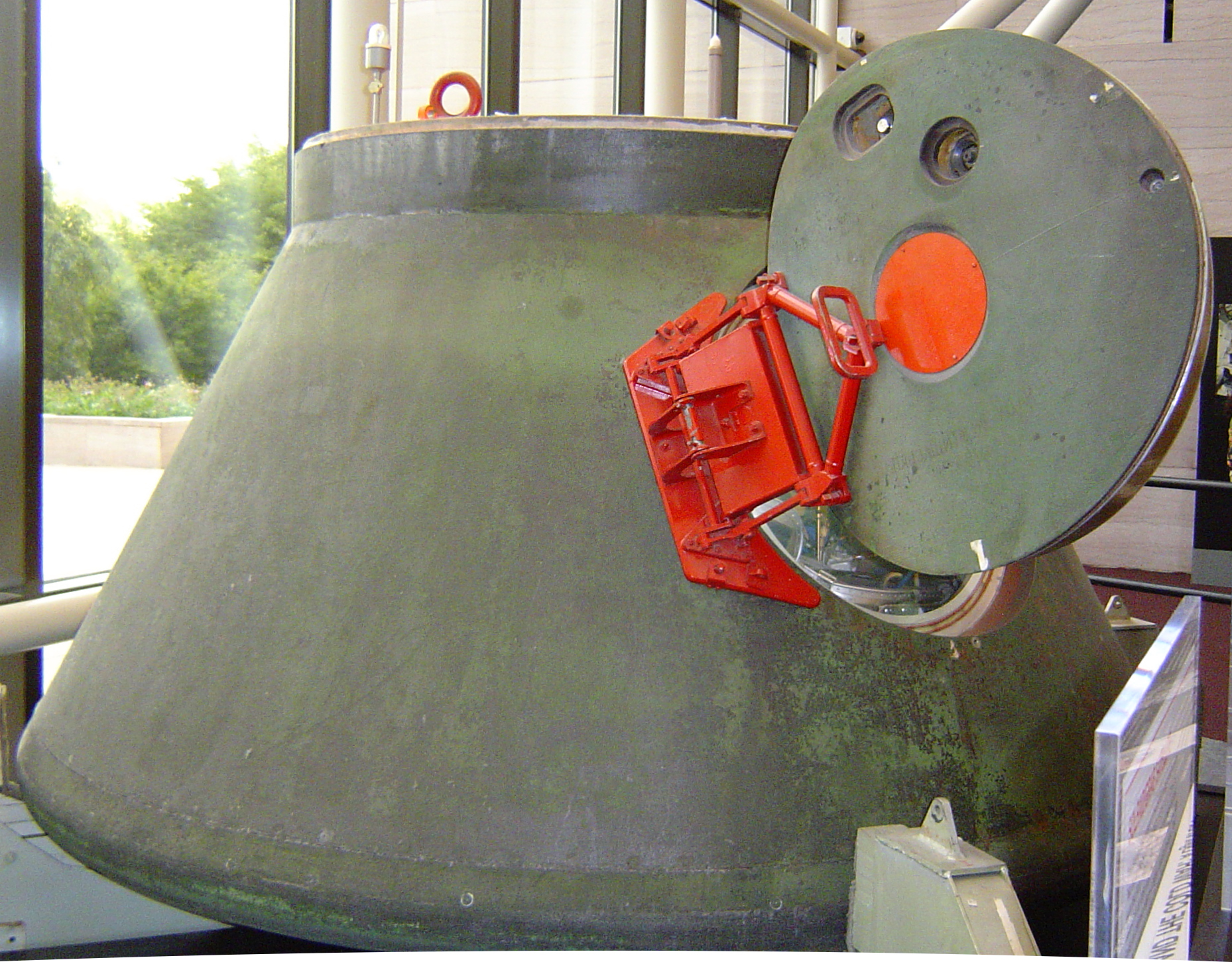
コスモス1443号の帰還カプセル

コスモス1443号（ロシア語：Космос-1443、ラテン文字表記の例：Cosmos 1443）とは、1983年にソビエト連邦によって打上げられた宇宙ステーションへの補給船である。TKS3回目の飛行で、2回目の補給ミッションであった。

## 設計
コスモス1443号は、TKSと呼ばれる重量18 tの大型宇宙船で、元々はアルマース宇宙ステーションへの物資補給のために開発されたものであった。人員輸送も可能なように設計されたが、TKSが有人で打上げられたことは一度もなかった。
宇宙船は、帰還用VAカプセルと大きな容積を有するFGBモジュールより構成されていた。VAカプセルにはエンジンを装備したモジュールが結合し、カプセルに軌道変更能力を与えていた。FGBモジュールも単体で軌道変更能力を有していた。

## 飛行
アルマース計画がキャンセルされたため、コスモス1443号は宇宙ステーションサリュート7号とドッキングすることとなった。
コスモス1443号は、1983年3月2日にバイコヌール宇宙基地よりプロトンロケットで打上げられ、2日後の3月4日にサリュート7号とドッキングした。その後は5ヶ月以上に渡りサリュートと結合していたが、8月14日にドッキングが解除された。続いて着陸カプセルとFGBモジュールが分離された。FGBは8月19日に軌道変更を行い、大気圏へ再突入して消滅した。帰還カプセルは4日後の8月23日に大気圏へ再突入し、予定通り着陸した。内部には宇宙ステーションより送られた350 kgの物資が載せられていた。
コスモス1443号はTKS3回目の飛行であった。1つ前のTKSのミッションは1981年4月のコスモス1267号で、次のミッションは1985年9月のコスモス1686号であった。